# حکیم شاه محمد قزوینی
حکیم شاه محمد بن حاجی مبارک قزوینی معروف به حکیم شاه محمد قزوینی (وفات پیرامون ۹۶۶ ه‍.ق) مؤلف، دانشمند و مترجم سدهٔ نهم و دهم ه‍.ق است. از آثار او ترجمه‌هایی از ترکی و عربی به فارسی موجود است. مهم‌ترین ترجمهٔ او، ترجمهٔ مجالس‌النفائس علی‌شیر نوایی از ترکی جغتایی به فارسی است. به گفتهٔ خود او ترجمهٔ این کتاب در دو سال از سال ۹۲۷ تا ۹۲۹ ه‍.ق انجام شده‌است. علی‌اصغر حکمت این ترجمه را همراه با ترجمه‌ای دیگر از این کتاب به نام لطائف‌نامه از فخری هراتی در تهران به‌چاپ رساند. از دیگر آثار ترجمهٔ قزوینی می‌توان ترجمهٔ حیاةالحیوان نوشتهٔ دمیری شافعی را نام برد که آن ترجمه را حیاةالانسان نامید. از آثار دیگر می‌توان به حواشی بر تهافت، شرح ایاغوجی و شرح‌های بسیار دیگری اشاره کرد.